# Сан-Педро (притока Лоа)
Сан-Педро (ісп. Río San Pedro) — річка на півночі Чилі в провінції Ель-Лоа області Антофагаста. Ліва притока річки Лоа.
Утворюється при злитті річок Салала і Кахон і на висоті понад 4000 метрів над рівнем моря. Частина стоку річки (приблизно від 50 до 60 л/с) забирається і перекидається в місто Чукікамата. У 13 кілометрах на південь річка зникає і з'являється знову в 15 кілометрах вниз за течією в місцевості під назвою «Око Сан-Педро», у східній частині солончака площею 5 км.
З північного боку над долиною річки височіють вулкани-близнюки Сан-Пабло (6092 метра) і Сан-Педро (6145 метрів), з південного боку — вулкан Серро-Панірі. Річка пробила собі русло через застиглі потоки ріолітової лави вулкана Сан-Педро і сформувала каньйон глибиною 30 метрів.
1. 1 2  GEOnet Names Server — 2018.